# Dithecodes monotheca
Dithecodes monotheca är en fjärilsart som beskrevs av Louis Beethoven Prout 1938. Dithecodes monotheca ingår i släktet Dithecodes och familjen mätare. Inga underarter finns listade i Catalogue of Life.